# Gare de Wihr-au-Val - Soultzbach-les-Bains
Gare de Wihr-au-Val - Soultzbach-les-Bains vasútállomás Franciaországban, Wihr-au-Val településen.

## Vasútvonalak
Az állomást az alábbi vasútvonalak érintik:
- Colmar–Metzeral-vasútvonal

## Kapcsolódó állomások
A vasútállomáshoz az alábbi állomások vannak a legközelebb:
- Gare de Walbach-La-Forge
- Gare de Gunsbach - Griesbach